# 剑桥大学国王学院

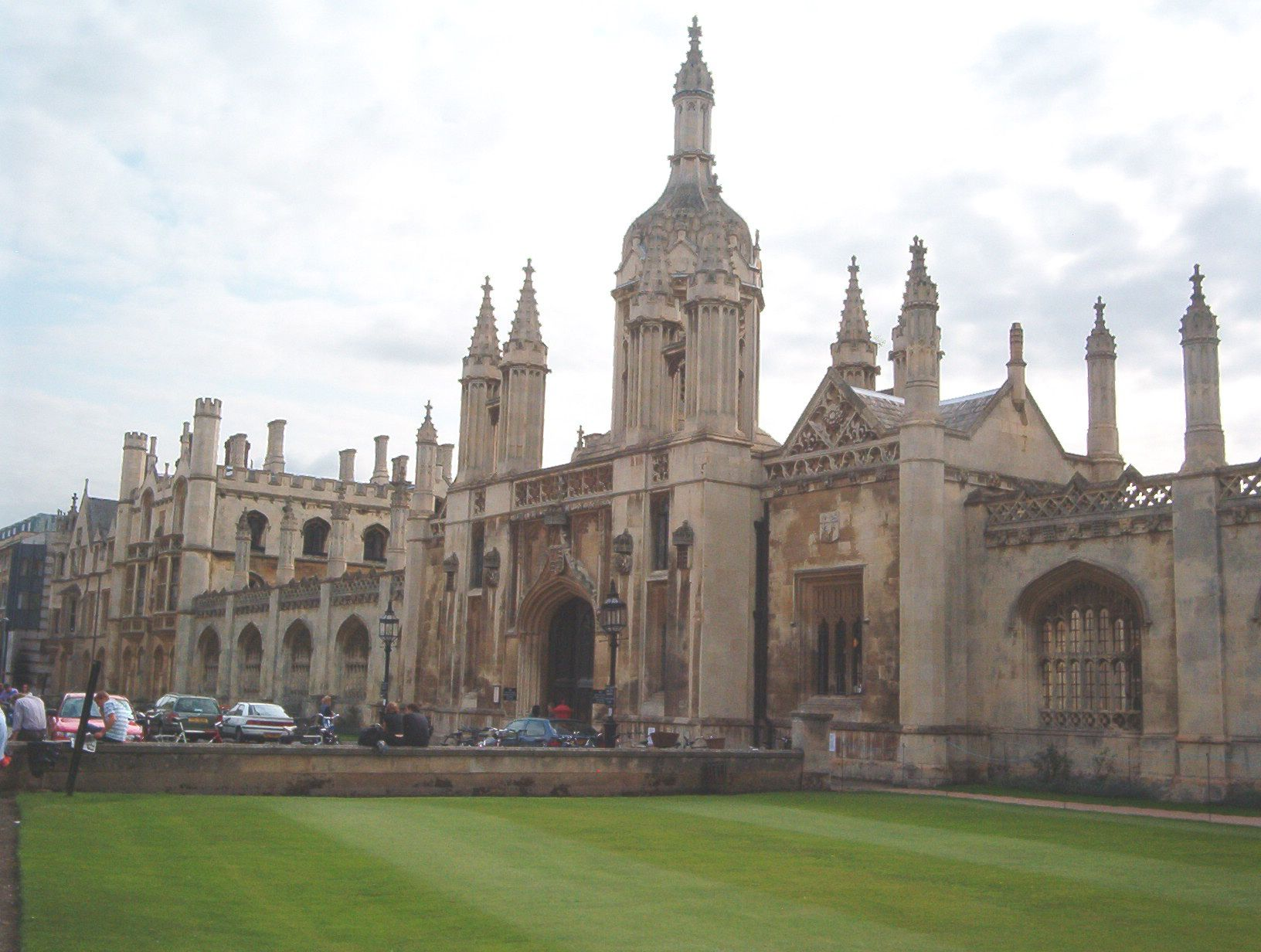
國王学院正门，新哥特风格，摄于国王街。

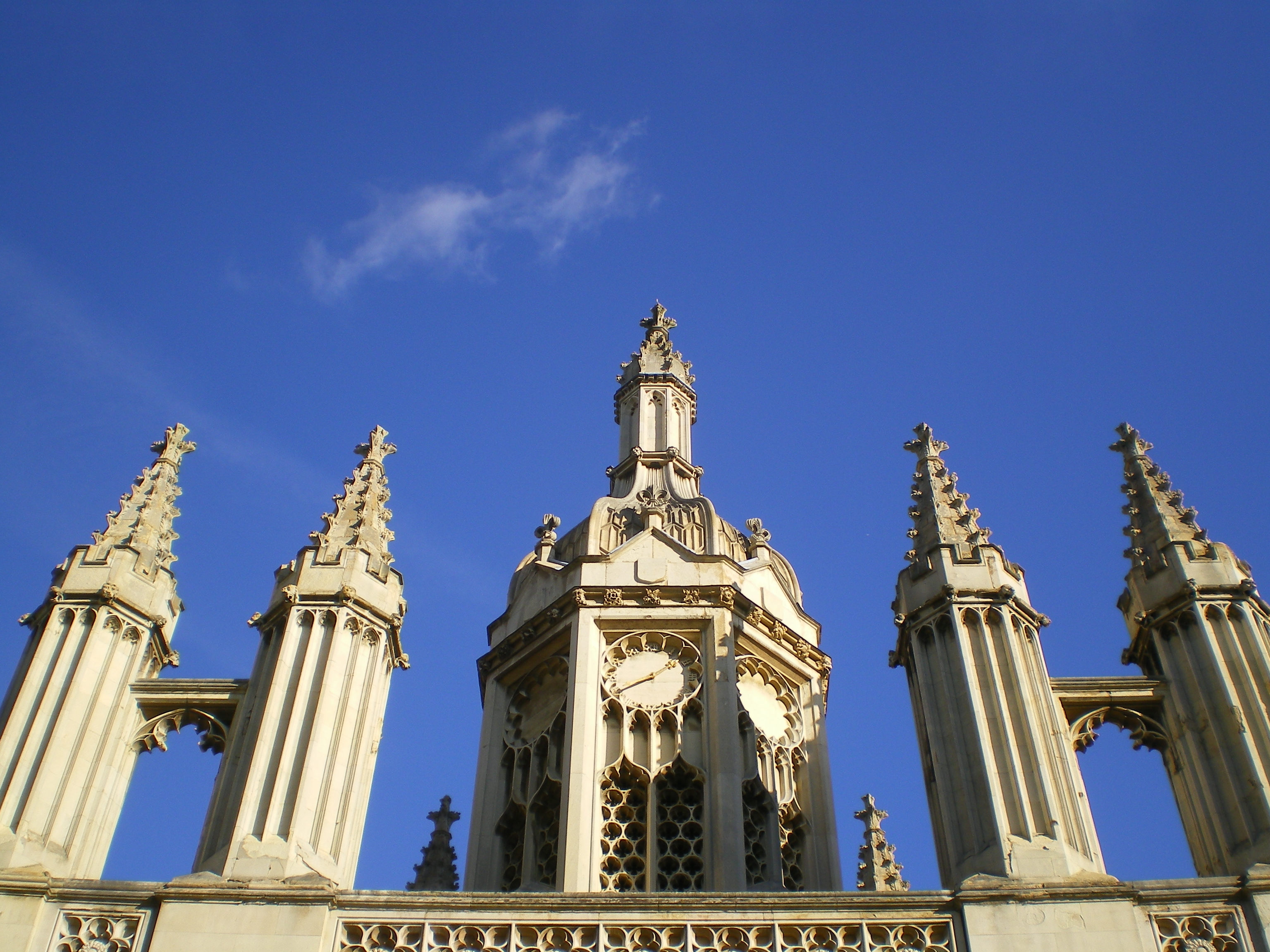
國王学院正门的石钟，摄于巨庭。

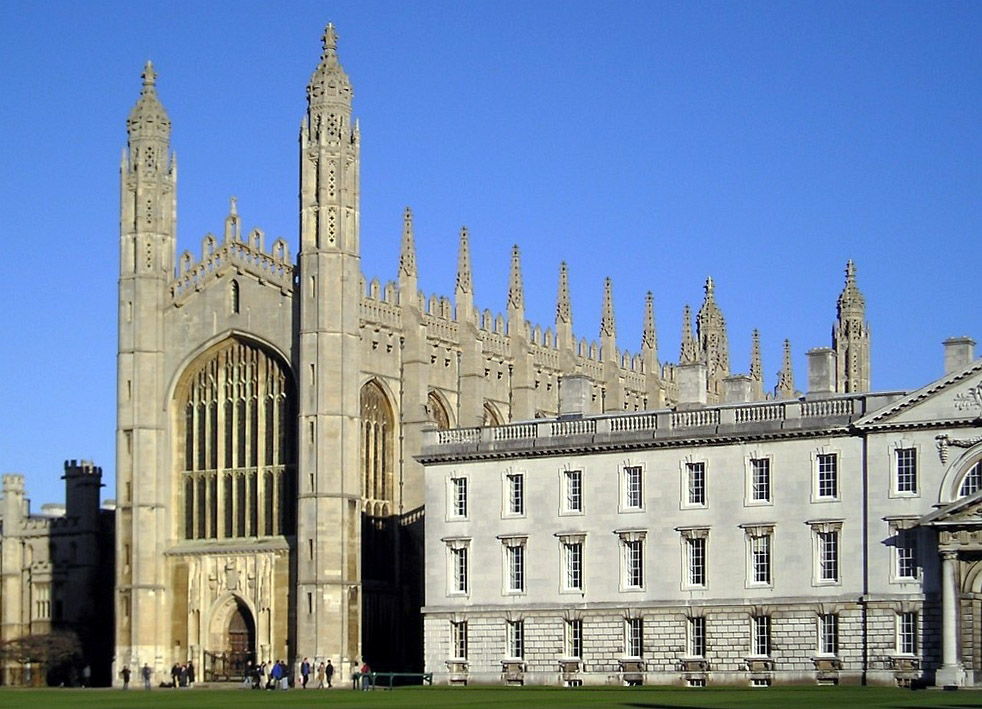
國王学院礼拜堂，右侧是吉布斯楼，摄于剑河。

剑桥大学国王学院（英語：King's College, Cambridge），又名英王學院，始建于1441年，是剑桥大学的一所学院。

## 学院历史
剑桥大学國王学院始建于1441年，由英格兰国王亨利六世建立。他的原始设计是节俭的，但从1445年起学院的建造目的转变为彰显王室的地位，因此学院的建筑规模变得非常宏伟。在学院建造过程中，由一位院长和70位院士负责监督，建筑占据了剑桥市中心的大部分地区，使得很多街道被迫关闭。该学院拥有一系列的封建特权，而这些特权都是由国王赋予的。
亨利六世非常尊敬威廉·维克翰穆的成就，他曾经是牛津大学新学院和温切斯特公学的建造者，他后来还相继设计了國王学院和伊顿公学。现在的四所学院依然有紧密的联系。
学院初期只接受来自伊顿公学毕业的学生就读，直至1865年第一位非伊顿公学的学生入读，1873年学院拥有了第一位非伊顿公学毕业的院士。虽然现在两个学院的关系减弱，但國王学院依然有一个专为伊顿公学毕业生设立的奖学金。
國王学院的第一座建筑始建于1441年，现在属于剑桥大学的老校区，而从1443年开始学院采取了一个更加宏大的计划。学院创始人威尔于1448年详细的描述了该计划要建造一座宏伟的庭院，并在庭院的一侧建造一座礼拜堂。但十年后，玫瑰战争开始，亨利六世面临财政危机，而此时礼拜堂的东侧建造了60英尺，而西侧只建造了8英尺。建筑工程直至1508年亨利七世获胜结束战争而继续开始建造礼拜堂的屋顶。礼拜堂内部的建造直至1544年在亨利八世的帮助下才完工。

## 建筑和庭院
学院的礼拜堂是哥特式建筑，建造分三个时期，建造时间约为100年（1446 - 1531年）。礼拜堂采用色彩玻璃作窗，上面由彼得·鲁本斯绘有画作「在祷告的贤士」。学院礼拜堂既是做礼拜的场所，又是举行音乐会和学院活动的场所。礼拜堂也是剑桥的标志，出现在市议会的标志中。
学院的很多建筑都有都铎玫瑰的标志，这与学院创始人威尔的设计并不相符。

## 学院教学
在非官方的2009年汤普金斯排名榜中，国王学院在剑桥大学31所学院中位列第17位，学院在2000至2009年的排名在第10位至第21位之间浮动。
國王学院提供给本科生除教育学、土地经济学和兽医学以外的全部课程，但盎格鲁-撒克逊语、挪威语、凯尔特语、地理学和管理学的教授来自于其他的学院。
学院有一座图书馆，藏书包括学院教授的所有课程。图书馆藏书约13万册，包括课本、参考书、珍本和手抄本。

## 学院招生
学院设有中学联络主任一职，为来自各个背景和学校的学生提供帮助。國王学院取录很多来自公立学校的学生，其比率比绝大部分的剑桥学院都要高，这使得学院有时被指责实行逆向歧视。尽管如此从2009年1月剑桥的学生报纸显示参与调查的國王学院学生父母的收入高于剑桥大学其他学院的学生。

## 著名校友
时代杂志2000年评选的20世纪最重要和最具影响的一百人中，國王学院有两人位列其中：约翰·凯恩斯和艾伦·图灵，他们都曾经是学院的学生和院士。
國王学院的不少毕业生后来成为了总统、总理、主教和作家，这其中包括英国首相罗伯特·沃波尔，香港总督杨慕琦，哲学家奥罗宾多，社会学家安东尼·纪登斯、艾德蒙·李区，经济学家默文·金、阿瑟·庇古，数学家法兰克·莫雷，物理学家帕特里克·布萊克特，生物学家悉尼·布伦纳，计算机科学家罗宾·米尔纳，指挥家约翰·加德纳，圣经教师叶光明，作家艾瑞克·霍布斯邦、爱德华·福斯特、萨尔曼·鲁西迪、帕特里克·怀特和中華民國現代詩人徐志摩。

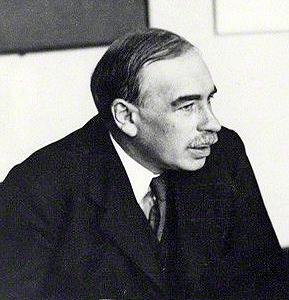
约翰·凯恩斯
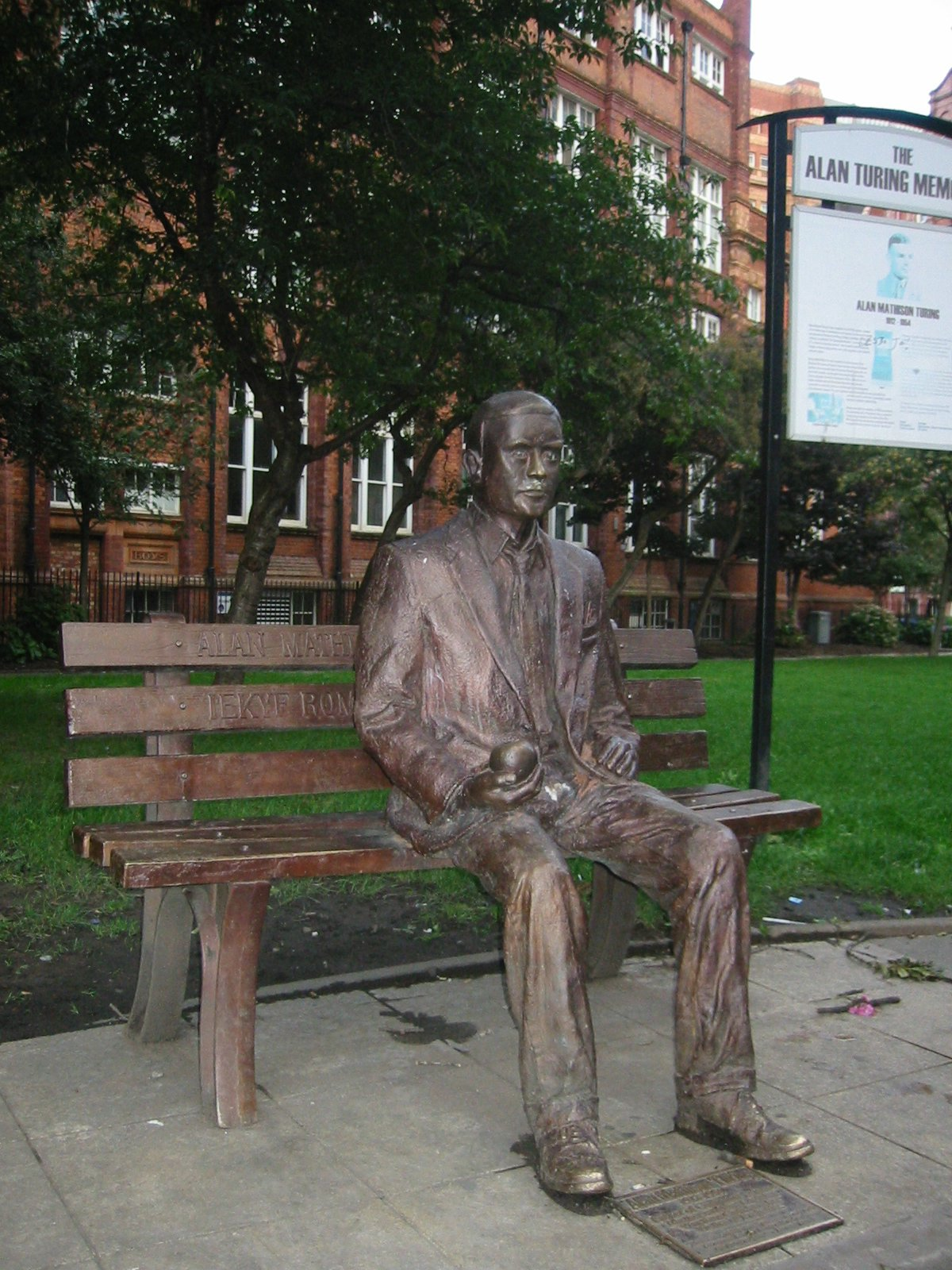
艾伦·图灵
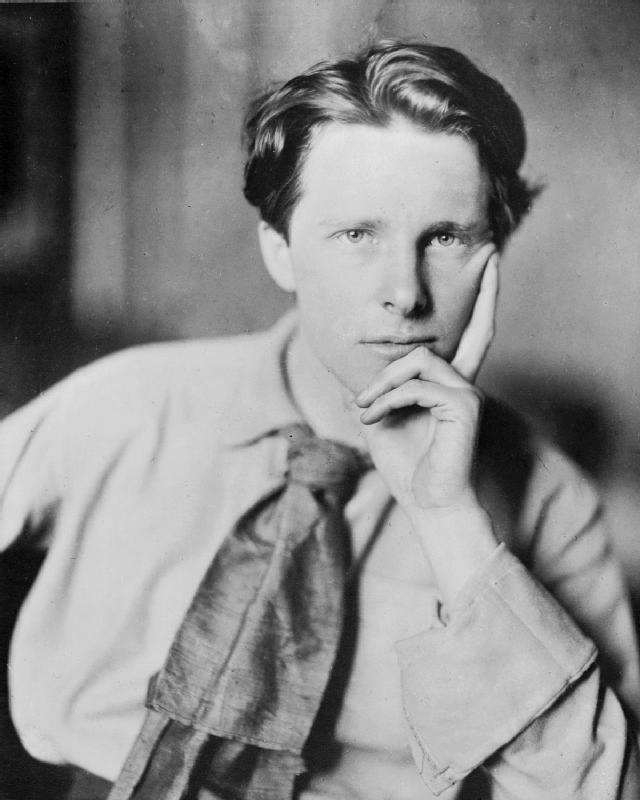
罗伯特·布鲁克
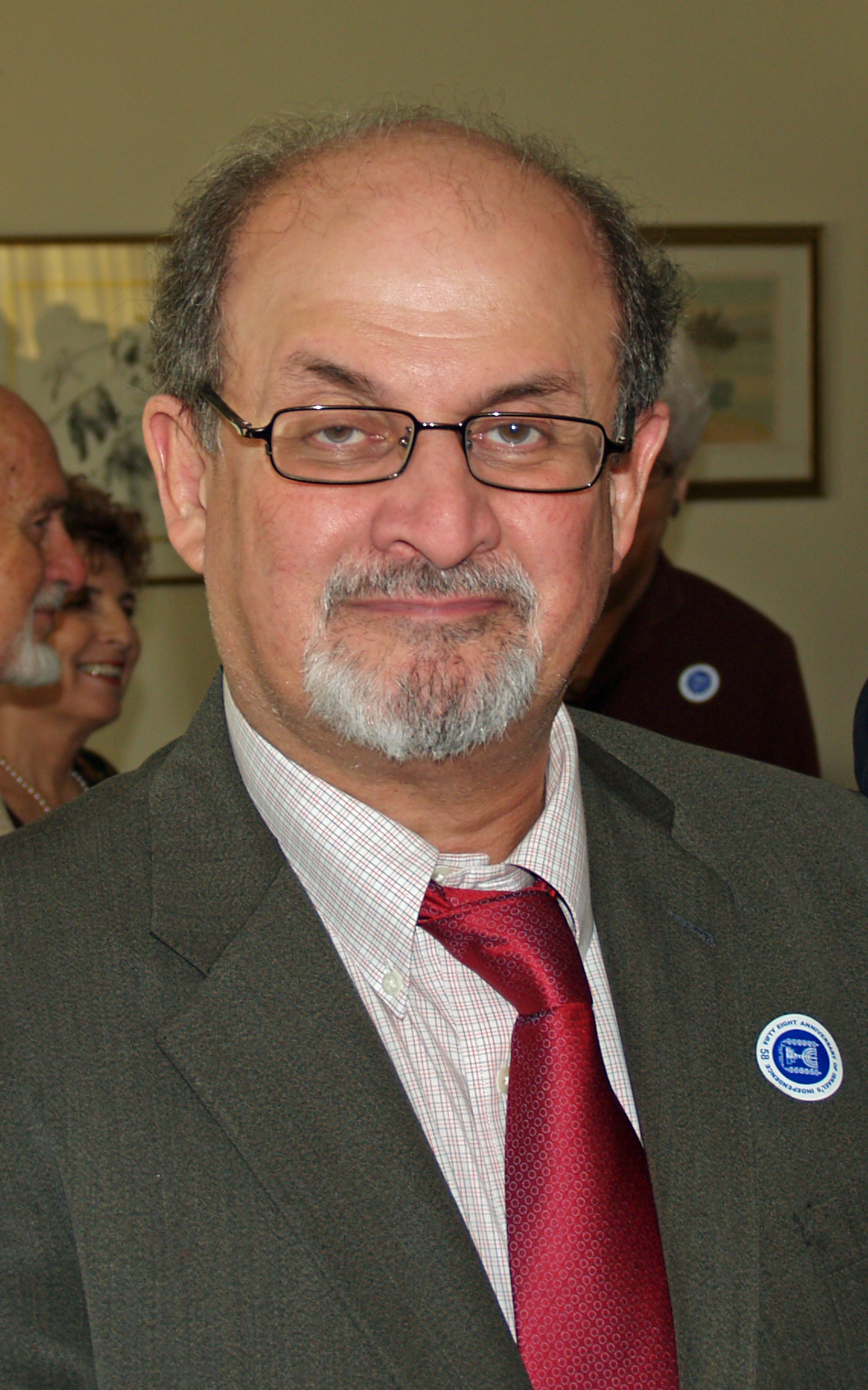
萨尔曼·鲁西迪
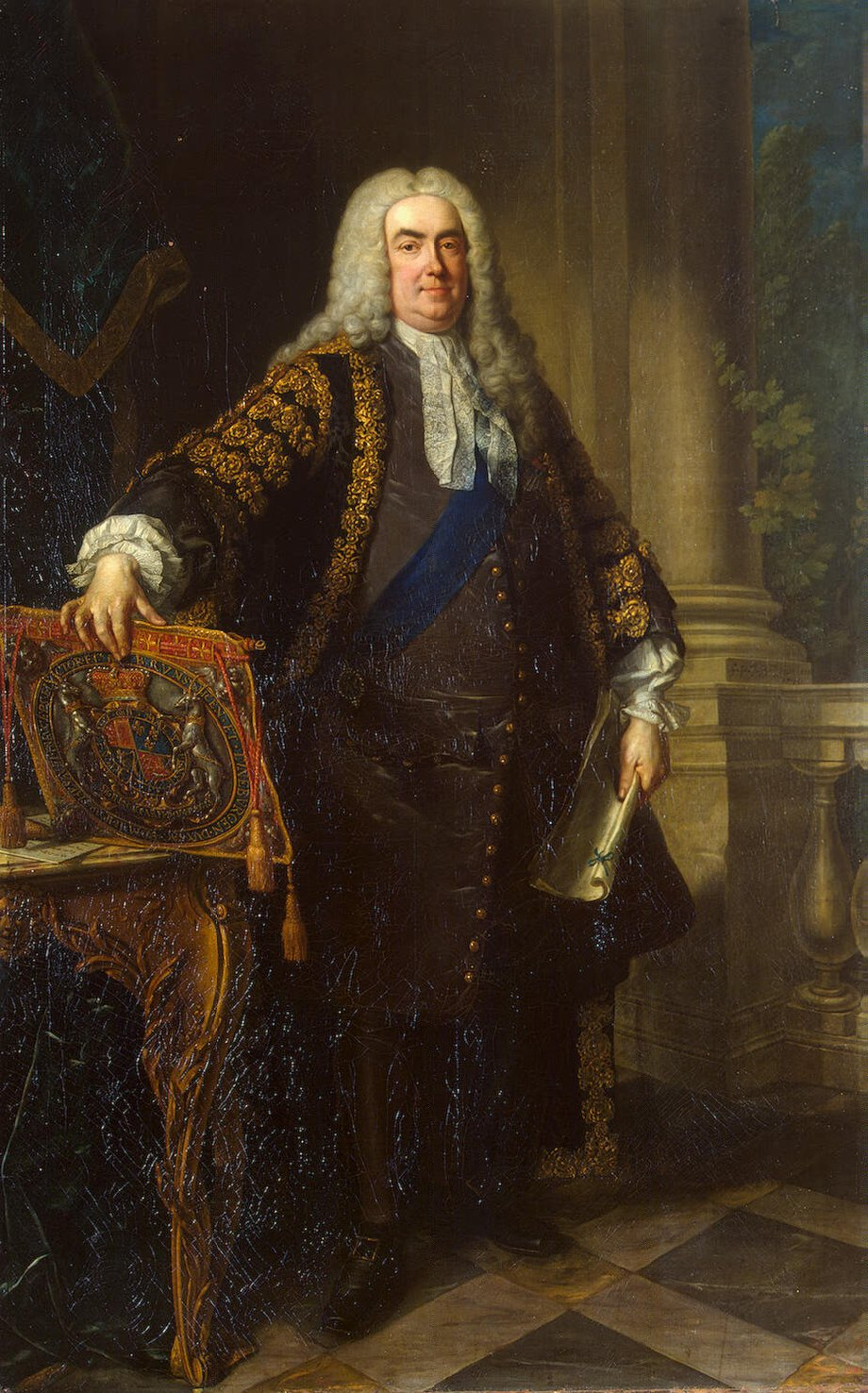
罗伯特·沃波尔
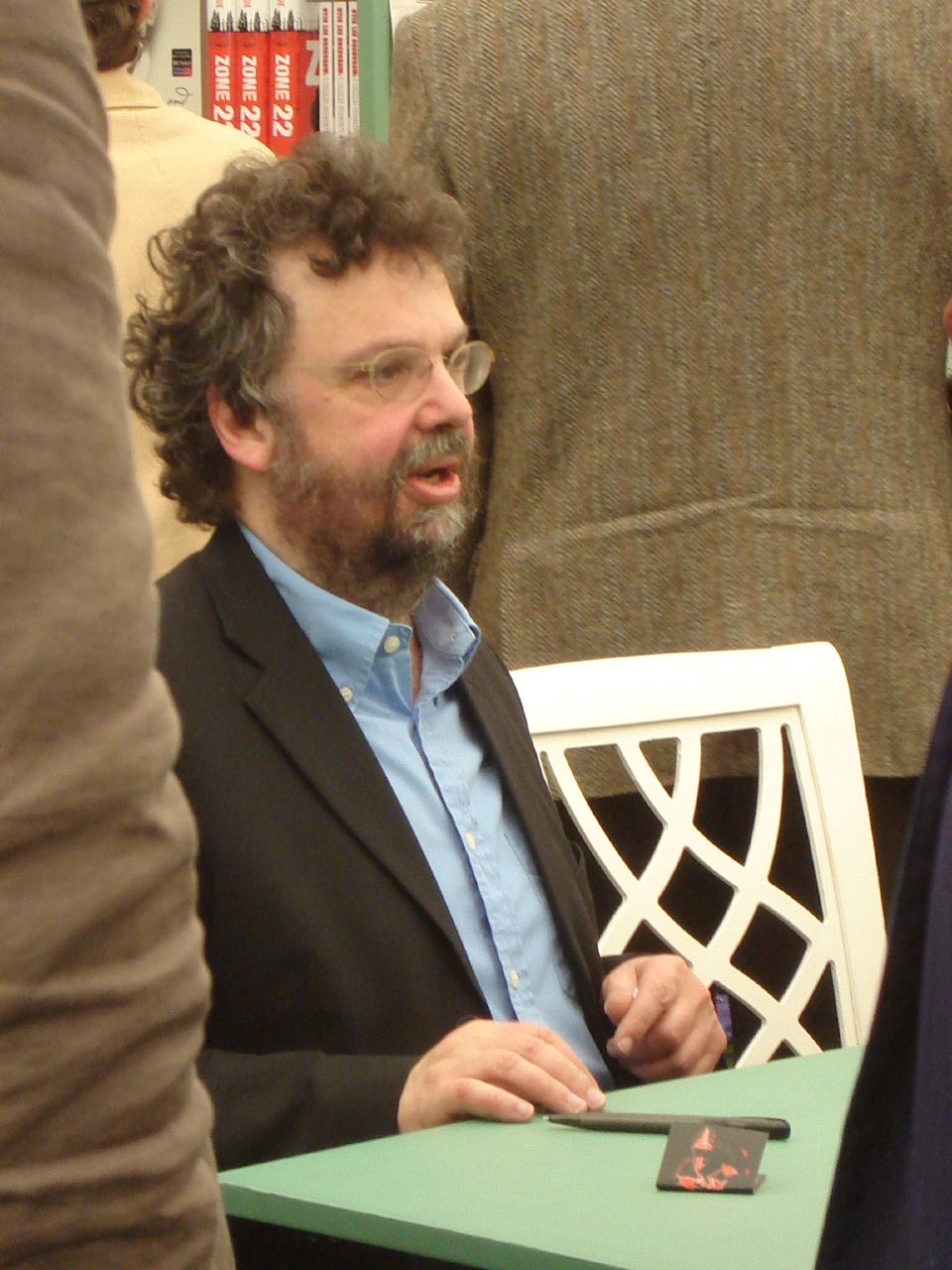
斯蒂芬·波利考夫
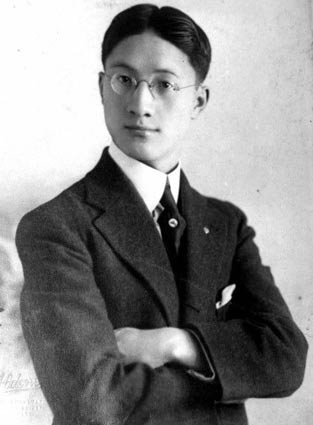
徐志摩